# Ariane (opera)
Ariane är en opera i en akt med text och musik av Bohuslav Martinů. Texten bygger på pjäsen Le Voyage de Thésée av Georges Neveux.

## Historia
Martinů skrev Ariane på bara en månad 1958 under arbetet med en annan opera, The Greek Passion. Operan var avsedd för sopranen Maria Callas och är full med koloraturarior. Men Callas kom aldrig att sjunga rollen som Ariadne. Martinů skrev själv librettot på franska. Verket uruppfördes den 2 mars 1961 i Gelsenkirchen, två år efter Martinůs död.

## Personer
- Ariane (Ariadne) (sopran)
- Thésée (Theseus) (baryton)
- Minotaurus (bas)
- Bouroun, Theseus kamrat (tenor)
- En vakt (tenor)
- En gammal man (bas)
- Fem ynglingar från Athen, Theseus medföljare (tenorer och basar)

## Handling

### Scen 1
En gammal man får veta av en fiskmås om Thésée och ynglingarnas ankomst till Knossos. Atenska ynglingar anländer till Knossos för att döda monstret Minotaurus. Bland dem finns Thésée som möter Ariane (Ariadne). Han visar sig vara den okände friaren hon har väntat på.

### Scen 2
Bouroun, en av Thésées medföljare, hånar honom för att bli förtjust i en kvinna när de har kommit för att strida mot Minotauren. Bouroun dödas av monstret och Thésée hämnas hans död. Minotauren antager Thésées skepnad och hjälten måste döda sin dubbelgångare.

### Scen 3
Thésée lämnar Knossos med sina medföljare. Ariane sjunger klagande.